# Vidnoje
Vidnoje (ryska Ви́дное) är en stad i Moskva oblast. Staden har 59 334 invånare år 2015.